# خابونينا كابيكا
خابونينا كابيكا (بالإنجليزية: Khabonina Qubeka)‏ (مواليد 22 يناير 1981) هي مُمثلة جنوب أفريقية.

## حياتها الخاصة
في أكتوبر 2018، وضعت خابونينا كابيكا مولودتها الأولى. وأب الطفلة هُو صديق كابيكا الذي يُسمى فويسيلي كولوسا.

## روابط خارجية
خابونينا كابيكا على موقع IMDb (الإنجليزية)
- خابونينا كابيكا على موقع قاعدة بيانات الفيلم (الإنجليزية)